# لاسارته-اوریا
لاسارته-اوریا (انگلیسی: Lasarte-Oria) شهرکی در استان گیپوسکوا در بخش خودمختار باسک در اسپانیا است که در سال ۱۹۸۶ بنیان نهاده شد و در حدود ۱۹٫۰۰۰ نفر جمعیت دارد.